# Tech Tower
Le Lettie Pate Whitehead Evans Administration Building, communément connu sous le nom de Tech Tower, est un immeuble historique du centre d'Atlanta, États-Unis, et un point central du campus de la Georgia Institute of Technology. Construit en 1888 et nommé alors Academic Building, la Tech Tower était l'un des deux buildings construits sur le campus de la Georgia Tech. Depuis la destruction de l'atelier en 1892 après un incendie dévastateur, la Tech Tower jouit de la distinction d'être la plus ancienne structure sur le campus de Georgia Tech,.
La Tech Tower tire son surnom d'une tour de 7 étages dominant la façade et visible de plusieurs endroits du campus et des environs. Le mot TECH est éclairé et est présent sur les quatre faces du sommet de la tour. Un certain nombre de fois, des étudiants de Georgia Tech ont osé accomplir la tâche ardue de voler la lettre 'T' de l'un de ces 4 signes, une supposée blague maintenant strictement interdite par les administrateurs du campus.